# Campionato asiatico maschile di pallacanestro 1960
Il 1º Campionato Asiatico Maschile di Pallacanestro FIBA si è svolto dal 16 al 28 gennaio 1960 a Manila nelle Filippine. Il torneo è stato vinto dalla nazionale filippina.
I Campionati asiatici maschili di pallacanestro sono una manifestazione contesa dalle squadre nazionali del continente, organizzata dalla FIBA Asia.

## Squadre partecipanti
- Giappone
- Filippine
- Hong Kong
- Corea del Sud
- Indonesia
- Malaysia
- Taiwan

## Classifica finale
| Pos | Squadra       | V-P |
| --- | ------------- | --- |
| 1   | Filippine     |     |
| 2   | Taiwan        |     |
| 3   | Giappone      |     |
| 4   | Corea del Sud |     |
| 5   | Hong Kong     |     |
| 6   | Indonesia     |     |
| 7   | Malaysia      |     |